# Samsung Electronics Ukraine Company
Самсунг Електронікс Україна Компані — представництво Samsung Electronics в Україні, відкрите в серпні 1996 року. З невеликої експортної фірми, створеної у корейському місті Тегу, Samsung перетворилася на одну з найбільших компаній світу, яка спеціалізується на виробництві електроніки. Президент компанії «Samsung Electronics Україна»: Джей Сул Ю, з вересня 2014 року.

## Основні віхи розвитку компанії
1938 — Заснування компанії Samsung
1969 — Злиття із Sanyo Electric і створення Samsung Electronics
1996 — заснування Samsung Electronics Ukraine Company також Перша українська реклама Samsung
1997 — Компанія стала Всесвітнім партнером Олімпійських ігор
1999 — Forbes Global назвав Samsung Electronics «Найкращою компанією з виробництва побутової техніки»
2000 — Samsung Electronics Ukraine Company стала офіційним спонсором Національної Олімпійської збірної України
2006 — 35-те місце в рейтингу FT Global 500 за даними Financial Times
2007 — Samsung Electronics виходить на друге місце у світі з постачання мобільних телефонів (за підсумками II кварталу 2007 року)
2010 — Samsung Electronics другий рік поспіль посідає 19-те місце в щорічному рейтингу найдорожчих брендів світу за версією Interbrand. Вартість бренду Samsung оцінена в $19,5 млрд, що на 11,3 % більше, ніж 2009 року.
2010 — У «Рейтингу найшанованіших компаній світу» 2010 року, опублікованому дослідницькою компанією Reputation Institute, компанія Samsung Electronics посіла дев'яте місце. Samsung Electronics став єдиною у світі компанією зі сфери інформаційно-комунікаційних технологій, які увійшли до першої десятки.
2010 — Samsung також посів 11-те місце в рейтингу «50 найінноваційніших компаній 2010», складеному журналом Business Week спільно з Boston Consulting Group.
2011 — Samsung Electronics отримала 86 балів за індексом сталого розвитку Dow Jones
2011 — Samsung зайняла 17-е місце серед найдорожчих брендів світу згідно дослідженню Interbrand та BusinessWeek.
2014 — компанія Samsung Electronics зайняла 7 місце в щорічному рейтингу найкращих світових брендів за версією Interbrand.

## Популярність бренду Samsung вУкраїні
Популярність і значущість бренду Samsung для українців були відзначені журналом Marketing Media Review, який з 2010 по 2014 роки присудив компанії нагороду X-Ray Marketing Award у номінації «Глас народу: улюблені бренди українців». У рамках дослідження співробітники агентства, яким було проведено дослідження, ставили перед українцями наступне запитання: «Якщо б завтра дві компанії та їхні бренди зникли з ринку разом зі своєю продукцією, то якої компанії/бренду Вам не вистачало б найбільше?». Всього респондентами було згадано близько 220 зарубіжних марок. Найчастіше у відповідях називався бренд Samsung.
2012 року, Samsung було відзначено спеціальним призом від генерального спонсора премії «HR-бренд» за високий рівень залучення співробітників у проєкт корпоративної соціальної відповідальності «Samsung. Надія для дітей».
2014 року, компанія «Samsung Electronics Україна» увійшла до трійки лідерів українського рейтингу «Найкращі компанії для лідерів» (Best Companies for Leadership, BCL), який щорічно проводить авторитетна консалтингова компанія Hay Group.
Чудові результати, які компанія рік у рік демонструє у фестивалі-конкурсі «Вибір року», підтверджують найвищу популярність торговельної марки Samsung, серед українських споживачів. За 10 років існування конкурсу, компанія Samsung Electronics завоювала 57 нагород «Вибір року».
Також, компанія Samsung Electronics увійшла до трійки лідерів рейтингу «Капітал500. Найкращі роботодавці України-2014».
До цього, у 2014 році Samsung Electronics потрапила у ТОП-5 рейтингу «Найкращі роботодавці України», що базується на дослідженнях міжнародної консалтингової компанії Universum.
Згідно опитуванню студентів, у 2015 році Samsung Electronics визнано одним із найбажаніших місць роботи для молоді в Україні (3 місце серед студентів технічних, 7 місце — ІТ, 8 місце — гуманітарних та економічних спеціальностей).
Компанія «Samsung Electronics Україна» стала найпривабливішою міжнародною компанією в Україні за версією незалежного міжнародного дослідження Randstad Employer Brand 2019

## Сервісна мережа
Samsung Electronics має найширшу сервісну мережу серед виробників електроніки в Україні, яка налічує понад 120 сервіс-центрів. У 2010, 2011 та 2012 році компанія отримала нагороду «Вибір року» у категорії «Сервіс побутової техніки». У 2014 році команду українського сервісного центру було визнано № 1 серед сервісних центрів Samsung Electronics в усьому світі.
Компанія Samsung Electronics завжди прагне надавати своїм клієнтам сервіс найвищого рівня. Саме для цього постійно запроваджуються спеціальні сервісні програми лояльності. З 2011 року діє VIP-програма для клієнтів. З 2014 року запроваджено програму «Хороший рік у подарунок».
З 2015 року у всіх Брендових магазинах Samsung клієнт може скористатись Smart Service. У спеціально облаштованій зоні, консультанти допоможуть оновити ПЗ, налаштувати пристрій, перенести дані та багато іншого.
У травні 2016 року запроваджено послугу прийняття на ремонт техніки Samsung у відділеннях «Нова пошта».

## Продукти та послуги

### Мобільні телефони та аксесуари[9]
- Смартфони
- Планшети
- Переносні пристрої
- Мобільні телефони
- Мобільні аксесуари
- Зовнішні акумулятори

### Телевізори[10]
- LED-телевізори
- LCD-телевізори
- Вигнуті телевізори (англ. curved)
- ТВ-аксесуари (3D-окуляри, настінні кріплення, ТВ-камери)

### Аудіо/відеотехніка[11]
- Домашні мультимедійні системи
- Відеоплеєри
- Аудіосистеми
- Цифрові фотокамери
- Цифрові відеокамери
- Об'єктиви
- Цифрові фоторамки
- Навушники

### Побутова техніка[12]
- Пральні машини
- Мікрохвильові печі
- Кондиціонери
- Пилососи
- Холодильники
- Вбудована техніка (духові шафи, варильні поверхні та ін.)
- Посудомийні машини

### Комп'ютерна техніка[13]
- Монітори
- Цифрові дисплеї
- Тонкі клієнти
- Принтери та БФП
- Витратні матеріали
- Оптичні приводи

## Samsung Galaxy Store
Онлайн-магазин Samsung Galaxy Store (раніше Samsung Apps та Galaxy Apps) дає змогу просто та легко завантажувати на телефон безліч програм: ігри, новини, довідкові матеріали, соціальні мережі, можливості навігації та ін. Безкоштовний розділ Samsung Apps доступний українським користувачам з липня 2010 року.

## Соціальні ініціативи та програми глобального корпоративного громадянстваSamsung Electronicsв Україні
Samsung Electronics бере активну участь у суспільному житті країн, де є представництва компанії. Компанія активно розвиває соціальну складову бізнесу і дотримується принципів корпоративного громадянства. У розумінні Samsung, такий підхід передбачає відповідальність компанії за те, що відбувається у країні, нарівні з усіма іншими членами суспільства. Дотримуючись принципів корпоративного громадянства, в Україні Samsung Electronics виступає ініціатором низки важливих соціальних проєктів за наступними стратегічними напрямками: сприяння розвитку спорту та пропаганда здорового способу життя серед молоді, проєкти у сфері охорони здоров'я, ініціативи в галузі культури та освіти. Компанія підтримала й ініціювала понад 50 соціальних проєктів. Деякі з ініціатив Samsung Electronics в Україні, наприклад, «Samsung назустріч знанням» і «Samsung. Надія для дітей», не тільки стали національними і набули всенародної популярності, але й стали нарівні з провідними міжнародними практиками й увійшли до складу глобальної програми КСВ Samsung Electronics — «Samsung. Hope for Children».
У межах програми глобального корпоративного громадянства «Samsung. Hope for children» («Samsung. Надія для дітей») 180 тис. співробітників компанії, з більш ніж 50 дочірніх підприємств по усьому світу, спільно з провідними некомерційними організаціями, реалізовують ініціативи, метою яких, є поліпшення життя дітей.
В Україні, глобальну ініціативу «Samsung. Hope for children» спрямовано на привернення уваги суспільства до проблем освіти (соціальна ініціатива «Samsung назустріч знанням») і здоров'я дітей (соціальна ініціатива «Samsung. Надія для дітей»).

### «Samsung. Надія для дітей»
В Україні проблема дитячої онкології стоїть дуже гостро: за показником дитячої смертності від злоякісних новоутворень Україна посідає п'яте місце в Європі. Тому, одним із найважливіших соціальних проєктів «Samsung Electronics Україна», є ініціатива «Надія для дітей», у рамках якої, компанія фокусує зусилля саме на боротьбі з дитячим раком та підвищенні ефективності своєчасного діагностування онкохворих дітей.
Ініціатива існує вже чотири роки. За цей час до програми приєднались 1 млн. 579 тис. українців, та компанією було спрямовано на закупівлю медичного обладнання 5,3 млн гривень. На ці кошти було придбано сучасні комплекси медичного обладнання для лікування пацієнтів дитячих онкоцентрів. Загалом, до ініціативи «Samsung. Надія для дітей» 2014 року, долучилося понад 129 тисяч людей, що дозволило компанії «Samsung Electronics Україна», передати 1 млн. 50 тисяч гривень, благодійному фонду для придбання двох мобільних сканерів для УЗД-діагностики для дитячих онкологічних відділень регіональних лікарень.
Також з осені 2014 року співробітники «Samsung Electronics Україна» відвідують Національний інститут раку на постійній основі, де разом із волонтерами Фонду допомоги онкохворим дітям «Краб» провели кілька майстер-класів для дітей, що проходять лікування у дитячому відділенні. Заняття було присвячено, створенню браслетів «Шамбала» та миловарінню та викликали неабиякий інтерес з боку маленьких пацієнтів Національного інституту раку.

### «Samsung назустріч знанням»
«Samsung назустріч знанням» є частиною глобальної програми «Samsung. Hope for Children» та має на меті надати можливість використання технологій у навчальному процесі більшій кількості учнів. У рамках проєкту Samsung Electronics, щорічно проводить конкурс учнівських есе та освітніх проєктів серед учнів і викладачів середніх загальноосвітніх закладів країни.
Програма «Samsung назустріч знанням» успішно стартувала 2006 року. За період до 2014 року, нові комп'ютерні класи та мультимедійні лабораторії Samsung, було встановлено у 43 школах по усій Україні. Загалом, у проєкті взяло участь 5 648 шкіл та було отримано понад 9 100 есе. У 2014 році для участі у конкурсі «Samsung назустріч знанням», зареєструвалося 1 534 команди з усіх регіонів України. Загальна кількість учасників проєкту склала 4 257 чоловік. Загалом, на розгляд журі було прийнято 1 128 есе.
29 вересня 2014 року компанія «Samsung Electronics Україна» та Міністерство освіти та науки України підписали меморандум про співпрацю щодо сприяння розвитку національної системи освіти. Це стало офіційним стартом соціальної ініціативи «Samsung назустріч знанням» 2014, яка проходила вже сьомий раз. Шість команд отримали сертифікати на установку «смарт-класів» Samsung для своїх шкіл, а в квітні 2015 класи було встановлено. Крім того, для вчителів були проведені спеціальні тренінги, покликані допомогти педагогам найефективніше використовувати нові технології для навчання. До складу «смарт-класу» входить унікальне обладнання: інтерактивна дошка, планшети, монітор, ПК і багатофункціональний пристрій (з можливостями принтера, сканера і копіра). Ці сучасні пристрої дозволять зробити навчальний процес більш цікавим, інтерактивним та ефективним.

### Освітня програма «Samsung Developers' Academy»/ Академія Розробників Samsung
Samsung Developers’ Academy — це освітній проєкт, у рамках якого, було проведено онлайн-конкурс з програмування та комп'ютерного моделювання для студентів старших курсів українських вищих навчальних закладів. Основною метою Samsung Developers' Academy було, допомогти талановитій українській молоді реалізувати свої знання та навички у сфері ІТ та залучити у свої ряди ще більше перспективних молодих фахівців. Проєкт проходив спільно з Центром науково-дослідних розробок Samsung (Samsung Research Ukraine, SRK).
У підсумку конкурсу, було визначено 20 переможців, які отримали запрошення пройти оплачуване стажування у Центрі науково-дослідних розробок Samsung. Крім того, представники першої десятки переможців третього етапу конкурсу отримали індивідуальні призи — планшети Samsung Galaxy Note 10.1 2014 Edition. Також, за умовами конкурсу, вищий навчальний заклад з найбільшою кількістю студентів серед переможців, яким став НТУУ «КПІ», отримав головний приз — «смарт-клас» Samsung. Це комплексне рішення для навчальних закладів, яке допоможе викладачам зробити заняття більш динамічними та цікавими. До складу «смарт-класу» входить ціла низка інноваційних продуктів Samsung, у тому числі інтерактивна дошка, планшети Samsung Galaxy Note 10.1, багатофункціональний пристрій та програмне забезпечення. Окрім того, напередодні установки «смарт-класу», приміщення було відремонтовано і забезпечено новими меблями.
На базі нового «смарт-класу» співробітниками НДДКР для студентів 4-6 курсів проводяться спеціалізовані курси з програмування, серед яких криптографія, розробка системи Linux, методи обробки природної мови та інше. Таким чином, всі студенти КПІ мають можливість вдосконалити свої знання та отримати нові навички, використовуючи найсучасніші технології і пристрої Samsung.

### Підтримка спорту та пропаганда здорового способу життя
Компанія приділяє пильну увагу проєктам та ініціативам з популяризації спорту і здорового способу життя серед молоді. Samsung Electronics підтримує цілу низку міжнародних спортивних змагань, серед яких — Олімпійські ігри. Історія підтримки Samsung Олімпійського руху почалася з локального спонсорства Олімпійських ігор 1988 року у Сеулі. Після зимової Олімпіади 1998 року у Нагано, компанія стала Всесвітнім Олімпійським партнером у сфері бездротового телекомунікаційного обладнання.
Починаючи з афінської Олімпіади 2004 року, компанія виступає Партнером, що представляє Естафети Олімпійського вогню. У цьому статусі Samsung Electronics організовує відбір почесних факелоносців по всьому світу, в тому числі і в Україні. Таким чином, компанія дає шанс людям, які є справжніми народними героями, стати частиною грандіозної спортивної події.
З 2000 року Samsung Electronics підтримує Олімпійську збірну України. У 2014 році компанія «Samsung Electronics Україна» ініціювала проведення всеукраїнської програми підтримки національної Олімпійської збірної під час зимової Олімпіаді Сочі-2014 — «Команда Samsung Galaxy».
У 2015 році «Samsung Electronics Україна» і Національний олімпійський комітет в черговий раз продовжили співпрацю, яка триватиме щонайменше до кінця 2017 року. Нова угода передбачає активну співпрацю Samsung із НОК та надання компанією фінансової допомоги Комітету з метою розвитку спорту і олімпійського руху в Україні.
Також Samsung Electronics активно підтримує розвиток тхеквондо в Україні. Зокрема, компанія виступила генеральним спонсором першого відкритого Кубку України з тхеквондо, що відбувся 13-16 жовтня 2011 року в Києві. 2013 року, компанія «Samsung Electronics Україна», виступила генеральним спонсором відкритого міжнародного турніру з тхеквондо Kyiv Open Cup 2013, який відбувся 20-21 вересня в Києві у спортивному комплексі НТУУ «КПІ».
Нарешті, 2015 року, Samsung Electronics Україна, підтримала Відкритий міжнародний дитячо-юнацький турнір з тхеквондо «Кубок Посла Республіки Корея в Україні серед дітей, юнаків та кадетів». Цей турнір став однією з найважливіших подій у спортивному житті України. Золоті призери змагання отримали смартфони Samsung як нагороду.
У квітні 2015 року в Києві пройшов вже традиційний забіг Kyiv Half Marathon, який був створений заради популярізації здорового способу життя та збору коштів для благодійних фондів. Одним із спонсорів спортивної події стала компанія Samsung. А у липні 2015 року Samsung Electonics Україна став титульним спонсором Samsung Galaxy S6 Night Run 2015.

### Спонсорство у сфері культури
Компанія Samsung Electronics співпрацює з провідними галереями і виставковими центрами України і неодноразово виступала партнером різноманітних виставок і фестивалів, присвячених актуальному мистецтву. У березні 2012 року, компанія «Samsung Electronics Україна» виступила як інноваційний партнер київської виставки живопису видатного японського дизайнера і художника Кензо Такада. За підтримки «Samsung Electronics Україна» пройшли форум Art Kyiv Contemporary-2009, фестиваль Гоголь FEST-2010, 2012 та 2014 і виставка двадцяти номінантів премії PinchukArtCentre-2011.
Під час проведення найяскравішого фестивалю сучасного мистецтва ГогольFEST 2014, значну увагу до себе привернув проєкт ІЗОЛЯЦІЯ. ІЗОЛЯЦІЯ — це платформа сучасної культури, заснована 2010 року, на території колишнього заводу ізоляційних матеріалів у Донецьку (Україна). Компанія «Samsung Electronics Україна», забезпечила гостей з Донецька технікою для реалізації їхніх ідей.
Компанія «Samsung Electronics Україна» виступила технічним партнером 4-го Міжнародного фестивалю «Книжковий Арсенал», який проходив у музейно-виставковому комплексі «Мистецький Арсенал» у Києві. У «Книжковому Арсеналі» було організовано спеціальні зони відпочинку, обладнані планшетами Galaxy NotePRO і Galaxy TabPRO, в яких кожен відвідувач міг ознайомитися з унікальним контентом, присвяченим фестивалю, біографіями письменників, а також скористатися WiFi. Для наймолодших відвідувачів «Книжкового Арсеналу», Samsung облаштував спеціальну дитячу зону, де діти могли відпочити і пограти з планшетами Samsung Galaxy Tab 3 Kids.
2014 року, мистецький проєкт ШЕВЧЕНКО/MANIA/ проходив у музейно-виставковому комплексі «Мистецький Арсенал». В експозиції було представлено понад 50 художніх творів поета, з колекції Національного музею Тараса Шевченка. У рамках проєкту, Samsung надав технічні засоби: плазмові екрани, планшети, професійні дисплеї, на яких транслювалися 365 роликів про Тараса Шевченка. Також у приміщенні «Мистецького Арсеналу» була обладнана зона з планшетами Samsung, де відвідувачі заходу могли вивчити факти біографії поета або прочитати деякі з його творів, які були завантажені в пам'ять пристроїв. Наймолодші поціновувачі творчості українського генія, могли приємно провести час у дитячій зоні комплексу, та створити на екранах планшетів Samsung власні малюнки на тематику української літератури.
Також у 2014 році, компанія «Samsung Electronics Україна», виступила інноваційним спонсором 9-го Міжнародного фестивалю актуальної анімації та медіа-мистецтва LINOLEUM-2014, який проходив у галереї мистецтв «ЛАВРА». Тема фестивалю, найбільшого огляду анімації у країні цього року, — «СИЛА РОЗУМУ». У рамках партнерства Samsung забезпечив захід, новітньою технікою, що дозволила реалізувати проєкт.
Інститут проблем сучасного мистецтва Національної академії мистецтв України — єдина науково-дослідна установа в Україні, що здійснює фундаментальні наукові дослідження у галузі сучасного мистецтва, впровадження нових технологій і практик, розвиток національної культури, практичні і пошукові студії, спрямовані на розвиток професійного сучасного мистецтва й архітектури. З 2014 року, компанія «Samsung Electronics Україна» виступає інноваційним партнером Інституту. Зокрема, Samsung забезпечив всеукраїнську виставку сценографів «Борітеся — поборете!» телевізійним обладнанням для реалізації сценографічних проєктів.